# José Enrique Colom Martínez
José Enrique Colom Martínez (Ponce, 5 de febrer de 1889 - Hato Rey, 16 de novembre de 1973) fou un enginyer i militar porto-riqueny, Governador suplent de Puerto Rico entre el 25 de juny de 1939 i l'11 de setembre de 1939 després del governador anterior, Blanton C. Winship, que va ser destituït del càrrec pel President dels Estats Units Franklin Delano Roosevelt per un abús de la seva autoritat per la privació dels drets civils de les persones de Puerto Rico (vegeu la massacre de Ponce).

## Carrera militar
Colom va néixer en el municipi de Ponce el 5 de febrer de 1889. El 1912, va deixar la Universitat de Pennsilvània després de completar els seus estudis d'enginyeria civil. Al seu retorn a Puerto Rico, va començar treballant en aquest camp i continuant al llarg de les dècades següents. Mentre fou enginyer, Colón va participar en projectes del Departament d'Obres Públiques i de diferents governadors colonials, rebent fons de l'anterior o la legislatura insular.
Colom va servir en la Guàrdia Nacional de Puerto Rico, assolint la posició de capità d'infanteria el 1917. El 1923, fou ascendit a comandant, que va retenir durant els següents cinc anys. L'1 de juliol de 1928, Colom fou ascendit a  tinent coronel. El 15 d'octubre de 1940, Colom fou cridat per l'Exèrcit dels Estats Units i assignat el comandament del 296è Regiment d'Infanteria. En conseqüència, va abandonar la seva feina civil. Colom fou reassignat per comandar el Campament Tortuguero, on va supervisar la primera formació especial assignada al PRNG. Després, es va unir al govern en altres funcions. Va morir a Hato Rey.